# 演歌女子。
『演歌女子。』（えんかじょし。）は、歌謡ポップスチャンネルで2017年4月5日から放送中のテレビ番組。

## 出演者
- 第1・2話：川野夏美　岩佐美咲　工藤あやの
- 第3・4話：森山愛子　出光仁美　津吹みゆ
- 第5・6話：田川寿美　椎名佐千子　民謡ガールズ
- 第7・8話：瀬口侑希　野村美菜　羽山みずき
- 第9・10話：大石まどか　永井みゆき　山口ひろみ
- 第11・12話：市川由紀乃　井上由美子　杜このみ
- 第13・14話：西尾夕紀　永井裕子　松川未樹
- 第15・16話：水田竜子　大沢桃子　桜井くみ子
- 第17・18話：大城バネサ　オルリコ　山城カミーラ美幸
- 第19・20話：花咲ゆき美　西田あい　竹村こずえ
- 第21・22話：上杉香緒里　中西りえ　おかゆ

## 放送時間
歌謡ポップスチャンネル
- 第1週、第3週水曜日 18:00 - 18:30
- 再放送　第2週、第4週水曜日 18:00 - 18:30、毎週金曜日11:00 - 11:30、毎週日曜日13:00 - 13:30